# 7차 교육과정
7차 교육과정은 대한민국 교육부가 발족한 이래 일곱 번째로 개정된 교육과정이다. 1997년 12월 30일에 교육부 고시 제1997-15호로 고시된 교육과정이다. 현재 초·중등학교에 적용되고 있는 국가 수준의 교육과정을 말한다.
국민 공통 기본 교육과정과 고등학교 선택 중심 교육과정으로 구성되는 것이 특징이며, 교육내용과 방법을 진로와 적성에 맞게 다양화 하고 교육내용의 양과 수준을 적정화하여 심도 있는 학습을 할 수 있도록 함을 방침으로 하여 구성되었다.
7차 교육과정은 현재 7번째 부분 개정이 적용되고 있다. 7차 교육과정을 끝으로 8차 교육과정을 따로 만들지 않고 수시 개정을 통해 교육과정을 개정하기로 하였다. 이 문서에서는 4번째 부분 개정까지의 내용을 담는 것으로 한다.

## 특징 및 인간상
국가 수준의 교육과정인 7차 교육과정과 같이 규정하고 있다.
1. 국가 수준의 공통성과 지역, 학교, 개인 수준의 다양성을 동시에 추구하는 교육과정이다.
2. 학습자의 자율성과 창의성을 신장하기 위한 학생 중심의 교육과정이다.
3. 교육청과 학교, 교원·학생·학부모가 함께 실현해 가는 교육과정이다.
4. 학교 교육 체제를 교육과정 중심으로 개선하기 위한 교육과정이다.
5. 교육의 과정과 결과의 질적 수준을 유지, 관리하기 위한 교육과정이다.

한편 7차 교육과정에서 중시하는 인간상은 다음과 같다.
1. 전인적 성장의 기반 위에 개성을 추구하는 사람
2. 기초 능력을 토대로 창의적인 능력을 발휘하는 사람
3. 폭넓은 교양을 바탕으로 진로를 개척하는 사람
4. 우리 문화에 대한 이해의 토대 위에 새로운 가치를 창조하는 사람
5. 민주 시민 의식을 기초로 공동체의 발전에 공헌하는 사람

또한 7차 교육과정이 추구하는 인간상을 실현하기 위한 구성의 방침은 다음과 같다.
1. 사회적 변화의 흐름을 주도할 수 있는 기본 능력을 길러 줄 수 있도록 교육과정을 구성한다.
2. 국민 공통 기본 교육과정과 선택 중심 교육과정 체제를 도입한다.
3. 교육 내용의 양과 수준을 적정화하고, 심도 있는 학습이 이루어지도록 한다.
4. 학생의 능력, 적성, 진로를 고려하여 교육 내용과 방법을 다양화한다.
5. 교육과정 편성과 운영에 있어서 현장의 자율성을 확대한다.
6. 교육과정 평가 체제를 확립하여 교육에 대한 질 관리를 강화한다.

## 편제와 운영
7차 교육과정은 초등학교 1학년부터 고등학교 1학년까지의 10년간을 국민공통 기본교육기간으로 삼아 연계된 교육과정을 운영하며 고등학교 2, 3학년(11, 12학년)은 선택중심 교육과정을 운영하여 10년간의 공통 교육기간, 2년간의 선택 교육기간을 설정하고 있다.
- 국민공통기본교육과정 : 1학년부터 10학년까지, 교과 · 재량활동 · 특별활동으로 구성

국민공통기본교육과정은 1학년부터 10학년까지의 10년간 적용되는 교육과정이다. 이 중 교과는 국어, 도덕, 사회, 수학, 과학, 실과(기술·가정), 체육, 음악, 미술, 외국어(영어)로 구성된다. 다만, 초등학교 1, 2 학년의 교과는 국어, 수학, 바른생활, 슬기로운 생활, 즐거운 생활 및 우리들은 1학년으로 하며 중학교 이상은 실과를 기술·가정으로한다.
국민공통기본교육과정에 따라 각 교과의 교육과정의 체계도 1학년부터 10학년까지 연계하였다. 이에 따라 기존 교육과정에서 학교급별로 다르게 편성된 교과 체계가 학교급에 상관없이 동일해졌고 학교급과 학년에 따라 중요도 만 다르게 하였다.
예를 들어 수학 교과는 초등학교 1학년부터 고등학교 1학년까지를 수학 1-가, 수학 1-나, 수학 2-가, 수학 2-나...수학 10-가, 수학 10-나로 체계화하였으며 교과 내용은 1학년부터 10학년까지 수와 연산, 도형, 측정, 문자와 식, 규칙성과 함수, 확률과 통계로 통일하였다.
도덕 교과의 내용 체계는 개인생활, 가정과 이웃생활, 사회생활, 국가와 민족 생활로 하였으며, 1~6학년은 주당 1시간 씩 각 학년에서 네 영역을 모두 배우고, 7학년은 개인 생활, 가정과 이웃 생활을 주당 2시간 씩, 8학년은 사회 생활, 국가와 민족 생활을 주당 2시간 씩, 9학년은 개인 생활, 가정과 이웃 생활을 주당 1시간 씩, 10학년은 사회생활, 국가와 민족 생활을 주당 1시간 씩 배우도록 체계화하였다.
또한 재량활동은 교과 재량활동과 창의적 재량활동으로 구분되는데, 교과 재량활동은 중등학교의 선택 과목 학습과 국민 공통 기본 교과의 심화·보충 학습을 위한 것이며 창의적 재량활동은 학교의 독특한 교육적 필요, 학생의 요구 등에 따른 범교과 학습과 자기 주도적 학습을 위한 것이다. 재량 활동의 영역별 이수 시간(단위) 수는 학교가 시·도 교육청의 지침에 따라 편성하도록 되어 있다.
재량활동의 경우 초등학교는 창의적 재량활동으로만 운영되며 중학교는 한문, 정보, 환경, 생활 외국어(독일어, 프랑스어, 스페인어, 중국어, 일본어, 러시아어, 아랍어), 기타의 선택 과목 학습 시간으로 운영된다.
특별활동은 자치 활동, 적응 활동, 계발 활동, 봉사 활동, 행사 활동으로 되어 있다. 이들의 영역별 시간(단위) 수를 학생의 요구와 지역 및 학교의 특성을 고려하여 학교 재량으로 배정하되, 봉사 활동과 행사 활동은 학교의 실정에 따라 별도의 시간을 더 확보하여 운영할 수 있게 하고 있다.
특별 활동은 학교의 필요에 따라 시간(단위) 배당 기준보다 더 많은 시간을 확보하여 운영할 수 있으며, 다양한 방식으로 시간 운영을 통합하거나 분할하여 융통성 있게 할 수 있다.
- 고등학교 선택중심교육과정 : 11, 12학년, 교과와 특별활동으로 구성

선택중심교육과정은 국민공통기본교육과정이 끝난 11, 12학년에 적용되며 교과와 특별활동으로 구성된다. 이 중 교과는 보통교과와 전문교과로 구성되는데 보통교과는 국어, 도덕, 사회, 수학, 과학, 기술·가정, 체육, 음악, 미술,
외국어와 한문, 교련, 교양 선택 과목으로 되어 있으며 전문교과는 농생명 산업, 공업, 상업 정보, 수산·해운, 가사·실업, 과학, 체육, 예술, 외국어, 국제에 관한 교과로 구성되어 있다. 이들 교과의 아래 수 개의 과목이 편성되며 그에 관한 것은 아래에 붙인다.
특별활동은 자치활동, 적응활동, 계발활동, 봉사활동, 행사활동으로 구성된다.

### 선택중심교육과정의 교과
고등학교 선택중심교육과정의 교과는 다음과 같다. 각 과목군 중 1개 과목은 필수로 이수해야 하며, 외국어과목군에서는 외국어 1과목 이상, 제2외국어에서 2과목 이상을 이수하고 교양과목군에서는 2과목 이상을 이수하여 총 132단위를 이수해야 한다. 괄호는 각 과목에 배당되는 시수인데, 주로 2학기에 걸쳐 이수하므로 2로 나누면 일반적인 학교에서 적용되는 한 주당 시수가 나온다.

#### 보통교과
- 인문·사회 과목군 : 국어, 도덕, 사회 관련 과목
  - 국어과 : 화법 (6), 독서 (6), 작문 (6), 문법 (6), 문학 (6), 매체 언어 (6)
  - 도덕과 : 현대 생활과 윤리 (6), 윤리와 사상 (6), 전통 윤리 (6)
  - 사회과 : 한국 지리 (6), 세계 지리 (6), 경제 지리 (6), 한국 문화사 (6), 세계 역사의 이해 (6), 법과 정치 (6), 정치와 사회(6), 사회·문화 (6)
- 과학·기술 과목군 : 수학, 과학, 기술·가정 관련 과목
  - 수학과 : 미적분1 (6), 미적분2 (6), 확률과 통계 (6),기하와 벡터 (6), 수학기본연습(6), 수학심화연습(6)
  - 과학과 : 물리 Ⅰ (6), 화학 Ⅰ (6), 생명 과학 Ⅰ (6), 지구 과학 Ⅰ (6), 물리 Ⅱ (6), 화학 Ⅱ (6), 생명 과학 Ⅱ (6), 지구 과학 Ⅱ (6)
  - 기술·가정과 : 농업 생명 과학 (6), 공학 기술 (6), 가정 과학 (6), 창업과 경영 (6), 해양과학 (6), 정보 (6)
- 체육 과목군 : 체육 관련 과목
  - 체육과 : 운동과 건강 생활 (4), 스포츠 문화 (4), 스포츠 과학 (6)
- 예능 과목군 : 음악, 미술 관련 과목
  - 음악과 : 음악 실기 (4), 음악과 사회 (4), 음악의 이해 (6)
  - 미술과 : 미술과 삶 (4), 미술 감상 (4), 미술 창작 (6)
- 외국어 과목군 : 외국어 및 제2외국어 관련 과목
  - 외국어과 : 영어2(6), 실용영어회화(6), 심화 영어 회화1 (6), 심화 영어 회화2 (6), 영어독해와 작문 (6), 심화 영어 독해와 작문 (6)
  - 제2외국어과 : 독일어 Ⅰ (6), 독일어 Ⅱ (6), 프랑스어 Ⅰ (6), 프랑스어 Ⅱ (6), 스페인어 Ⅰ (6), 스페인어 Ⅱ (6), 중국어 Ⅰ (6), 중국어 Ⅱ (6), 일본어 Ⅰ (6), 일본어 Ⅱ (6), 러시아어 Ⅰ (6), 러시아어 Ⅱ (6), 아랍어 Ⅰ (6), 아랍어 Ⅱ (6)
- 교양 과목군 : 한문 및 교양 관련 과목
  - 한문과 : 한문 Ⅰ (6), 한문 Ⅱ (6)
  - 교련과 : 교련 (6)
  - 교양 : 생활과 철학 (4), 생활과 논리 (4), 생활과 심리 (4), 생활과 교육 (4), 생활과 종교 (4), 생활 경제 (4), 안전과 건강 (4), 진로와 직업 (4), 환경 (4)

| 구분        | 구분                  | 국민공통 기본교과                   | 선택 과목 | 선택 과목 |
| 구분        | 구분                  | 국민공통 기본교과                   | 일반 선택 과목 (24단위 이상)                                                                                              | 심화 선택 과목 (112단위 이하) |
| ----------- | --------------------- | ----------------------------------- | --- | --- |
| 교과활동    | 국어, 도덕,사회       | 국어(8), 도덕(2), 사회(10), 국사(4) | 국어생활(4), 시민 윤리(4), 인간 사회와 환경(4)                                                                            | 화법(4), 독서(8), 작문(8), 문법(4), 문학(8), 윤리와 사상(4), 전통 윤리(4), 한국 지리학(8), 세계 지리학(8), 경제 지리학(6), 한국 근·현대사학(8), 세계사학(8), 법과 사회학(6), 정치학(8), 경제학(6), 사회학·문화학(8)                                              |
| 교과활동    | 수학, 과학, 기술·가정 | 수학(8), 과학(6), 기술·가정(6)      | 실용 수리학(4), 생활과 과학(4), 정보 사회와 컴퓨터(4)                                                                     | 수리학Ⅰ(8), 수리학Ⅱ(8), 미분학과 적분학(4), 확률론과 통계학(4), 기하와 벡터(4), 이산 수리학(4), 물리학Ⅰ(4), 화학Ⅰ(4), 생물학Ⅰ(4) 지구과학Ⅰ(4), 물리학Ⅱ(6), 화학Ⅱ(6), 생물학Ⅱ(6), 지구과학Ⅱ(6), 농업 과학(6), 공업 기술(6), 기업경영(6), 해양과학(6), 가정과학(6) |
| 교과활동    | 체육, 음악, 미술      | 체육(4), 음악(2), 미술(2)           | 체육과 건강(4), 음악학과 생활(4), 미술학과 생활(4)                                                                        | 체육 이론(4), 체육 실기*(4이상), 음악학 이론(4), 음악 실기*(4이상), 미술학 이론(4), 미술 실기*(4이상), |
| 교과활동    | 외국어                | 영어(8)                             | · | 영어Ⅰ(8), 영어Ⅱ(8), 영어 회화(8), 영어 독해(8), 영작문(8) |
| 교과활동    | 외국어                | ·                                   | 독일어Ⅰ(6), 프랑스어Ⅰ(6), 에스파냐어Ⅰ(6), 중국어Ⅰ(6), 일본어Ⅰ(6), 러시아어Ⅰ(6), 아랍어Ⅰ(6)                                | 독일어Ⅱ(6), 프랑스어Ⅱ(6), 에스파냐어Ⅱ(6). 중국어Ⅱ(6), 일본어Ⅱ(6), 러시아어Ⅱ(6), 아랍어Ⅱ(6) |
| 교과활동    | 한문, 교련, 교양      | ·                                   | 한문(6), 교련(6), 철학(4), 논리학(4), 심리학(4), 교육학(4), 생활 경제(4), 종교(4), 생태와 환경(4), 진로와직업(4), 기타(4) | 한문고전 (6) |
| 재량 활동   | 12                    | 12                                  | 12 | 12 |
| 특별 활동   | 12                    | 12                                  | 12 | 12 |
| 총이수 단위 | 216                   | 216                                 | 216 | 216 |

1. (  )안의 숫자는 단위수이며, 1단위는 매주 50분 수업을 기준으로 하여 1학기(17주)동안 이수하는 수업량이다.
2. * 표시한 체육, 음악, 미술 교과의 심화 선택과목은 체육, 예술에 관한 전문 교과  중에서 선택한다.
3. 재량 활동의 12단위는 고등학교 1학년에서 이수하도록 배당된 것이다.
4. 총이수단위수는 고등학교 3년 동안 이수하여야 할 단위수이다.

## 적용 연도
이 교육과정은 학교급별, 학년별로 다음과 같이 시행되었다.
- 2000년 3월 1일 : 초등학교 1, 2학년
- 2001년 3월 1일 : 초등학교 3, 4학년, 중학교 1학년
- 2002년 3월 1일 : 초등학교 5, 6학년, 중학교 2학년, 고등학교 1학년
- 2003년 3월 1일 : 중학교 3학년, 고등학교 2학년
- 2004년 3월 1일 : 고등학교 3학년

## 개정 순서

### 1번째 부분 개정
2004년 11월 26일에 교육인적자원부 고시 제2004-85 호로 고시된 교육과정이다.
2005년 3월 1일부터 적용되었다.

### 2번째 부분 개정
2005년 12월 28일에 교육인적자원부 고시 제2005-101 호로 고시된 교육과정이다. 고등학교 국사 교육과정을 개정한 교육과정이다.
2006년 3월 1일부터 적용되었다.

### 3번째 부분 개정
2006년 8월 29일에 교육인적자원부 고시 제2006-75 호로 고시되었다.
초등학교, 중학교, 고등학교의 수학과, 영어과 교육과정에 대한 교육과정이다.
2009년 3월 1일부터 적용되었다. 3차 부분 개정의 상세 내용을 열거하면 다음과 같다.
- 기존 수학 10-가, 10-나를 고등학교 수학으로 변경

- 기존 고등학교 과정의 수학 교과서에서 수학과 수학 익힘책으로 분리

- 기존 고등학교 과정의 English 교과서에서 English와 English Activities로 분리

- 기존 고등학교 과정 인문사회계열 수학의 필수과목 수학Ⅰ에서 필수과목 수학Ⅰ, 미적분과 통계 기본으로 변경

- 기존 고등학교 과정 자연공학계열 수학의 필수과목 수학Ⅰ, 수학Ⅱ 선택심화과목 미분과 적분, 확률과 통계, 이산수학에서 필수과목 수학Ⅰ, 수학Ⅱ, 기하와 벡터, 적분과 통계로 변경

#### 적용 연도
- 2009년 3월 1일 : 초등학교 1, 2학년, 중학교 1학년, 고등학교 1학년

- 2010년 3월 1일 : 초등학교 3, 4학년, 중학교 2학년, 고등학교 2학년

- 2011년 3월 1일 : 초등학교 5, 6학년, 중학교 3학년, 고등학교 3학년

### 4번째 부분 개정
2007년 2월 28일에 교육인적자원부 고시 제2007-79 호로 고시된 교육과정이다. 2007 개정 교육과정이라고 한다.
4차 부분 개정의 경우 이전의 개정과 달리 많은 면이 개정되었다. 이 교육과정은 다양한 면에서 개정이 있었던 만큼, 그 과정에서 많은 논란이 제기되었다.
4차 부분 개정의 특징을 열거하면 다음과 같다.
1. 체육 교과군의 독립으로 체육 과목을 필수 과목으로 지정
2. 10학년 과학, 역사 과목의 시수를 주당 한 시간 늘림
3. 역사 과목을 독립하여 사회과와 분리해 시수를 매김으로써 과목의 시수 보장(7학년에서 10학년까지)
4. 일반선택교과와 심화선택교과를 통합하고, 다양한 선택교과(매체언어, 동아시아사 등)를 신설하였음

## 같이 보기
- 대한민국의 교육과정
- 교육과학기술부
- 2007 개정 교육과정
- 2009 개정 교육과정
- 2015 개정 교육과정
- 2022 개정 교육과정
- 대한민국의 초등학교 교과목
- 대한민국의 중학교 교과목
- 대한민국의 역대 고등학교 교과목